# Flesz
Flesz, skrót informacji, informacje w skrócie (ang. flash) – skrót najważniejszych informacji poza programem informacyjnym, trwający zwykle kilkadziesiąt sekund. Program informacyjny typu flesz prezentuje zwykle lektor, rzadziej prezenter. Flesze stanowią niekiedy zapowiedź głównego wydania programu informacyjnego (na przykład: Fakty TVN). Określenie to spotyka się najczęściej w odniesieniu do telewizji.

## Użycie w radiu
W radiu pojęcie flesz jest rzadziej stosowane. Skróty informacji w radiu są nadawane przeważnie o godzinie xx:30.